# Número de Kaprekar
En matemáticas, un número de Kaprekar es aquel entero no negativo tal que, en una base dada, los dígitos de su cuadrado en esa base pueden ser separados en dos números que sumados dan el número original. Por ejemplo, en el sistema decimal (base 10), 45 es un número de Kaprekar porque 452=2025, y 20+25=45. Nótese que el segundo sumando puede empezar por uno o varios ceros, como en el caso de 9992=998001; 998+001=999.
Los números de Kaprekar se llaman así porque fueron estudiados por el matemático indio Shri Dattatreya Ramachandra Kaprekar (1905–1986).
Matemáticamente, sea X un entero no negativo. X es un número de Kaprekar para la base b si existen n números enteros no negativos, A y B, que satisfagan las siguientes condiciones:
0 < B < bn
X² = Abn + B
X = A + B
Los primeros números de Kaprekar en base 10 son ((sucesión A006886 en OEIS)):
1, 9, 45, 55, 99, 297, 703, ...
En binario (base 2) todos los números perfectos son números de Kaprekar.
En cualquier base existen infinitos números de Kaprekar, en particular, dada una base b, todos los números de la forma bn-1 son números de Kaprekar.
Los números de Kaprekar se nombran en honor a D. R. Kaprekar. No deben confundirse con la constante de Kaprekar, que es el número 6174.